# Kārīz-e Şabāḩ
Kārīz-e Şabāḩ (persiska: کاریز صباح) är en ort i Iran.   Den ligger i provinsen Khorasan, i den nordöstra delen av landet, 700 km öster om huvudstaden Teheran. Kārīz-e Şabāḩ ligger 1 190 meter över havet och antalet invånare är 434.
Terrängen runt Kārīz-e Şabāḩ är platt.Runt Kārīz-e Şabāḩ är det ganska tätbefolkat, med 56 invånare per kvadratkilometer. Närmaste större samhälle är Nīshābūr, 19,4 km nordväst om Kārīz-e Şabāḩ. Omgivningarna runt Kārīz-e Şabāḩ är i huvudsak ett öppet busklandskap.